# 新潟県道244号宮寄上加茂線
新潟県道244号宮寄上加茂線（にいがたけんどう244ごう みやよりかみかもせん）は、新潟県加茂市内を通る一般県道である。上水道水源地、および粟ヶ岳登山へのアクセス道路となっている。

## 概要

### 路線データ
- 起点：新潟県加茂市大字宮寄上字長瀬
- 終点：新潟県加茂市大字下高柳字中川原（国道290号交点）

## 地理

### 通過する自治体
- 新潟県加茂市

### 接続する道路
- （起点：加茂市大字宮寄上字長瀬）
- 国道290号（終点：下高柳交差点）

### 周辺
- 加茂市立七谷小学校
- 加茂川
- 粟ヶ岳（標高：1,292.7m）
- 粟ヶ岳ビジターセンター - 粟ヶ岳への登山基地。中央登山道登り口が第2ダムそばにある（山頂まで片道約3時間）。